# Trendafil Stojčev
Trendafil Stojčev (in bulgaro Трендафил Стойчев?; Asenovgrad, 18 luglio 1953) è un ex sollevatore bulgaro medagliato olimpico e campione mondiale che ha gareggiato nella categoria dei pesi massimi leggeri (fino a 82,5 kg.).

## Carriera
La carriera agonistica di Stojčev ebbe il suo sviluppo negli anni tra il 1974 ed il 1976, periodo nel quale riportò tutti i suoi maggiori risultati nelle principali competizioni internazionali.
Nel 1974 vinse la medaglia d'argento ai Campionati europei di Verona con 347,5 kg. nel totale, alle spalle del sovietico Vladimir Ryženkov (357,5 kg.). Ai Campionati mondiali dello stesso anno tenutisi a Manila Stojčev realizzò il più grande risultato della sua carriera, vincendo il titolo mondiale con 350 kg. nel totale, battendo il campione olimpico norvegese Leif Jenssen (350 kg. anch'egli) ed il tedesco occidentale Rolf Milser (347,5 kg.).
Nel 1975 Stojčev ottenne la medaglia d'argento ai Campionati mondiali ed europei di Mosca con 357,5 kg. nel totale, battuto dal sovietico Valerij Šarij con il medesimo risultato nel totale.
L'anno successivo Stojčev vinse la medaglia di bronzo ai Campionati europei di Berlino Est con 365 kg. nel totale e qualche mese dopo partecipò alle Olimpiadi di Montréal 1976, terminando al 3º posto con 360 kg. nel totale, ma venendo poi avanzato alla medaglia d'argento a seguito della squalifica per doping del 2º classificato, il connazionale Blagoj Blagoev. In quell'anno la competizione olimpica di sollevamento pesi era valida anche come Campionato mondiale.
Negli anni seguenti Stojčev non riuscì più ad ottenere risultati importanti a livello internazionale.
Dopo il ritiro dalle competizioni si dedicò all'attività di allenatore di sollevamento pesi.
Nel corso della sua carriera di sollevatore realizzò due record mondiali, uno nella prova di strappo ed uno nel totale.